# Zygmunt Krauze (muzyk)
Zygmunt Krauze (ur. 19 września 1938 w Warszawie) – polski kompozytor, pianista i pedagog.

## Życiorys
Studiował w Państwowej Szkole Muzycznej w Warszawie (obecnie Uniwersytet Muzyczny Fryderyka Chopina w Warszawie) w klasie fortepianu Marii Wiłkomirskiej i w klasie kompozycji Kazimierza Sikorskiego (dyplomy odpowiednio w 1962 oraz 1964). Kontynuował studia w Paryżu jako stypendysta rządu francuskiego pod kierunkiem Nadii Boulanger (1966–1967). Znany jest przede wszystkim jako twórca muzyki unistycznej, której zasady opierają się na teorii zaczerpniętej z malarstwa Władysława Strzemińskiego. Jest autorem dziesięciu oper, szeregu koncertów instrumentalnych oraz utworów symfonicznych i kameralnych. Współpracował również z architektami, tworząc muzykę przestrzenną między innymi w Polsce, Austrii oraz Francji.
W 1966 otrzymał pierwszą nagrodę na Międzynarodowym Konkursie dla wykonawców muzyki współczesnej Gaudeamus w Holandii. Od tej pory koncertuje jako pianista na całym świecie, wykonując przede wszystkim repertuar współczesny.
W 1967 założył zespół Warsztat Muzyczny, w którym grał na fortepianie i którym kierował przez 25 lat. Zespół wykonywał utwory zamawiane u kompozytorów z całego świata.
W 1982, na zaproszenie Pierre’a Bouleza, został doradcą muzycznym IRCAM w Paryżu. W latach 1983–1984 prowadził cotygodniowe programy muzyczne w Radio France Musique. Był również współautorem (kompozytorem, wykonawcą i dyrektorem artystycznym) serii telewizyjnych programów Muzyka powstaje (1986), a w latach 1988–1989 współtworzył cykl filmów, poświęconych muzyce współczesnej Cisza i dźwięk.
Od 1965 prowadzi seminaria i mistrzowskie kursy kompozytorskie w Polsce i za granicą, między innymi w Darmstadcie, Bazylei i Sztokholmie, na uniwersytetach Indiana w Bloomington, Yale w New Heaven, Południowej Kalifornii w Santa Barbara. Pozostałe ośrodki muzyczne w których działał jako wykładowca to Tokio, Osaka, Kobe, Hongkong oraz Jerozolima (Rubin Academy of Music). W latach 1973–1974 przebywał w Berlinie jako artysta rezydent na zaproszenie Deutscher Akademischer Austauschdienst. W 2005 roku prowadził zajęcia z kompozycji w Konserwatorium w Pekinie oraz w Narodowym Uniwersytecie Sztuk w Tajpej.
W 2002 odebrał nominacje profesorską z rąk Prezydenta Aleksandra Kwaśniewskiego.  Od 2002 do 2024 roku był profesorem kompozycji w Akademii Muzycznej w Łodzi, a w latach 2006 – 2010 wykładał na Uniwersytecie Muzycznym Fryderyka Chopina w Warszawie. 
Przyczynił się do reaktywowania w 1980 Polskiego Towarzystwa Muzyki Współczesnej (działającego jako agenda Międzynarodowego Towarzystwa Muzyki Współczesnej) i przez dwadzieścia lat był jego przewodniczącym. W latach 1970–1981 pracował w Komisji Repertuarowej festiwalu Warszawska Jesień. W 1987 roku został wybrany na przewodniczącego Międzynarodowego Towarzystwa Muzyki Współczesnej, a od 1999 jest jego honorowym członkiem. W latach 1993–2000 był członkiem kapituły Grand Prix Fundacji Kultury w Warszawie, od 1997 działał jako doradca muzyczny Fundacji im. Leopolda Kronenberga. Jest dyrektorem artystycznym Fundacji Ogrody Muzyczne, organizującej letni festiwal Ogrody Muzyczne na Zamku Królewskim w Warszawie. Regularnie zasiada w jury międzynarodowych konkursów kompozytorskich w wielu krajach świata. W latach 2003–2006 był prezesem Towarzystwa im. Witolda Lutosławskiego.
Występuje również na estradach wielu krajów jako solista. Współpracował z takimi dyrygentami jak Gary Bertini, Jan Krenz, Leif Segerstam, Kazimierz Kord, Kazuyoshi Akiyama, Bohdan Wodiczko, Paul Zukofsky, Ernest Bour, Hans Zender, Jerzy Maksymiuk czy Luca Pfaff. Jego utwory wykonywane były na licznych festiwalach muzycznych w kraju i za granicą, jak również w renomowanych salach koncertowych: Wiener Konzerhaus, Concertgebouw w Amsterdamie, Bellas Artes w Meksyku, Suntory Hall w Tokio, Palais de Festival w Cannes, Beethoveshalle w Bonn. Zygmunt Krauze realizował zamówienia twórcze ministerstw kultury Polski i Francji, Radia Austriackiego, Westdeutscher Rundfunk w Kolonii, Südwestrundfunk Radio w Baden-Baden, Fundacji Gulbenkiana w Lizbonie, Radia France oraz Polskiego Radia. Opery kompozytora wystawiane były między innymi w Staatsoper w Hamburgu, Teatrze Wielkim w Warszawie, Operze Wrocławskiej, Théâtre National de la Colline w Paryżu, Nationaltheater w Mannheim, Warszawskiej Operze Kameralnej, Théâtre Sylvia Montfort w Paryżu.
Jego utwory zostały wydane przez takie wydawnictwa jak: Polskie Nagrania, DUX, ORF, Nonesuch, Thesis, Musical Observations (CP2), Collins Classics, Recommended Records i EMI.

## Ważniejsze kompozycje
- Trzy preludia na fortepian (1956)
- Pięć utworów na fortepian (1958)
- Preludium, intermezzo, postludium na fortepian (1958)
- Dwie inwencje na fortepian (1958)
- Sześć melodii ludowych na fortepian (1958)
- Siedem interludiów na fortepian (1958)
- Trio stroikowe (1958)
- Trzy etiudy na fortepian (1958)
- Monodia i fuga na fortepian (1959)
- Cztery tańce na fortepian (1959)
- Ohne Kontraste für Klavier (1960)
- Liczby pierwsze na dwoje skrzypiec (1961)
- Pantuny Malajskie na 3 flety i alt (mezzo-sopran) (1961)
- Pięć kompozycji unistycznych na fortepian (1963)
- Tryptyk na fortepian (1964)
- Trzy kompozycje unistyczne na zespół 30 instrumentów dętych (1964/2025)
- Kwartet smyczkowy nr 1 (1965)
- Esquisse na fortepian (1967)
- Polichromia na klarnet, puzon, wiolonczelę i fortepian (1968)
- Kompozycja przestrzenno-muzyczna nr 1 na 6 taśm (1968)
- Utwór na orkiestrę nr 1 (1969)
- Kwartet smyczkowy nr 2 (1970)
- Kompozycja przestrzenno-muzyczna nr 2 na 2 taśmy (1970)
- Utwór na orkiestrę nr 2 (1970)
- Voices na 15 dowolnych instrumentów (1972)
- Folk Music na orkiestrę (1972)
- Stone Music na fortepian (1972)
- Gloves Music na fortepian (1972)
- Aus aller Welt stammende na 5 skrzypiec, 3 altówki i 2 wiolonczele (1973)
- One Piano Eight Hands for 4 musicians playing one upright piano out of tune (1973)
- Song for 4-6 optional melodic instruments (1974)
- Idyll na taśmę i 4 solistów grających na instrumentach ludowych (1974)
- Automatophone (wersja I) na 15 mechanizmów grających i 15 mechanizmów szarpanych (1974)
- Fête galante et pastorale (wersja I) na 6 grup instrumentalnych i 13 taśm (1974)
- Soundscape na taśmę i 4 solistów grających na 4 cytrach, 4 melodikach, 8 fletach prostych, 8 dzwonkach owczych, 8 kieliszkach i 4 organkach (1975)
- Fête galante et pastorale (wersja II) na orkiestrę i 4 solistów grających na instrumentach ludowych (1975)
- Automatophone (wersja II) na 3 lub więcej mandolin, 3 lub więcej gitar i 3 lub więcej mechanizmów grających (1976)
- Koncert fortepianowy nr 1 (1976)
- Suite de dances et de chansons na klawesyn i orkiestrę (1977)
- Koncert skrzypcowy (1980)
- Gwiazda (wersja I), opera kameralna na 2 soprany, 2 mezzosoprany, alt, saksofon tenorowy, trąbkę, perkusję, akordeon, gitarę elektryczną, skrzypce i kontrabas (1981)
- Diptychos na organy (1981)
- Tableau vivant na orkiestrę kameralną (1982)
- Commencement na klawesyn (1982)
- Utwór na orkiestrę nr 3 (1982)
- Kwartet smyczkowy nr 3 (1982)
- Arabesque na fortepian i orkiestrę kameralną (1983)
- Quatour pour la naissance na klarnet, skrzypce, wiolonczelę i fortepian (1984)
- Fête galante et pastorale (wersja III) na 13 grup instrumentalnych, 5 głosów i 13 taśm (1984)
- Blanc-rouge / Paysage d'un pays na 2 masy orkiestrowe dęte, orkiestrę mandolinową i akordeonową oraz 6 perkusji (1985)
- Symfonia paryska na orkiestrę kameralną (1986)
- Rivière Souterraine (wersja I) na klarnet, puzon, wiolonczelę, fortepian, perkusję, gitarę, akordeon i 7 taśm (1987)
- Rivière Souterraine (wersja II) na 7 taśm (1987)
- Nightmare Tango na fortepian (1987)
- From Keyboard to Score na fortepian (1987)
- Kwintet fortepianowy (1993)
- Refren na fortepian (1993)
- Terra incognita na 10 instrumentów smyczkowych i fortepian (1994)
- Gwiazda (wersja II), opera w jednym akcie na sopran, mezzosopran, orkiestrę, chór i balet (1994)
- Rhapsod na orkiestrę smyczkową (1995)
- Koncert fortepianowy nr 2 (1996)
- Serenada na orkiestrę (1998)
- Pięć pieśni do słów Tadeusza Różewicza (wersja I) na baryton i fortepian (2000)
- Pięć pieśni do słów Tadeusza Różewicza (wersja II) na baryton i orkiestrę (2000)
- Emille Bell na orkiestrę smyczkową (2000)
- Adieu na rozstrojone pianino solo i orkiestrę (2001/2003)
- Balthazar, opera w dwóch aktach na solistów, chór i orkiestrę (2001)
- Iwona, księżniczka Burgunda, opera w czterech aktach na solistów, chór kameralny i orkiestrę (2004)
- Gwiazda [wersja III], opera w jednym akcie na sopran, komputer i dwóch operatorów (2006)
- Bal w operze na chór kameralny i zespół 12 instrumentów (2006)
- Fanfare na cztery trąbki (2007)
- Hymn do tolerancji na orkiestrę symfoniczną (2007)
- Aria, kompozycja przestrzenna z wykorzystaniem 63 głośników (2007)
- Pour El na klawesyn solo (2008)
- Fields and Hills - Silence na dowolny zespół instrumentalny (2008)
- Polieukt, opera w 5 aktach na solistów, chór kameralny i orkiestrę (2010)
- Listy (wersja I) na cztery fortepiany i orkiestrę (2010)
- Listy (wersja II) na dwa fortepiany, czterech pianistów i orkiestrę (2010)
- Canzona na zespół instrumentalny (2011)
- Pułapka, opera w 1 akcie (2011)
- Rivière Souterraine 2 na dźwięk elektroniczny i orkiestrę symfoniczną (2013)
- Olimpia z Gdańska, opera (2015)
- Pięć pieśni na baryton i orkiestrę kameralną do poezji Tadeusza Różewicza (2015)
- Idyll 2 na 3 głosy i 4 solistów grających na instrumentach ludowych (2015)
- Koncert na akordeon i orkiestrę (2016)
- Poemat Apollinaire'a na recytującego pianistę i 12 instrumentów (2016)
- Exodus 2016 na orkiestrę kameralną (2016)
- Preludia do "Bukolików" na orkiestrę (2016)
- Rondo na Fender Rhodes i orkiestrę smyczkową (2017)
- Francesco, kantata na chór, orkiestrę kameralną i organy (2018)
- Deklaracja na mezzosopran, baryton i orkiestrę kameralną (2018)
- Koncert fortepianowy nr 3 "Okruchy pamięci" (2019)
- Kopernik - Nasza Planeta na 6 głosów mieszanych i orkiestrę smyczkową (2020)
- Exordium na baryton i orkiestrę symfoniczną (2020)
- Hejnał na carillon (2021)
- Tren pamięci Krzysztofa Pendereckiego (wersja I) na 2 fortepiany i kwartet smyczkowy (2021)
- Noc kruków, opera (2022)
- De ira, de dolore na dźwięk elektroniczny i 8 instrumentów (2022)
- Elegia 2022 na trio fortepianowe (2022)
- Rivière souterraine 3 na fortepian solo, dźwięk elektroniczny i orkiestrę kameralną (2023)
- Tren pamięci Krzysztofa Pendereckiego (wersja II) na fortepian i orkiestrę smyczkową (2023)
- Koncert fortepianowy nr 4 (2023)
- Requiem na chór mieszany, czterech solistów i orkiestrę kameralną (2023)
- Trio smyczkowe (2024)
- Bona Sforza, opera dwuaktowa (2024)
- Ślub, opera w trzech aktach (2024)
- Słuchaj/Listen na sopran, klarnet, skrzypce, perkusję i fortepian (2024)
- Écoute na sopran i kwartet smyczkowy (2025)

## Nagrody i odznaczenia
- I nagroda w Ogólnopolskim Konkursie Fortepianowej Muzyki Współczesnej w Łodzi (1957)
- II nagroda za Kwartet smyczkowy na konkursie Młodych Kompozytorów Związku Kompozytorów Polskich w Warszawie (1965)
- I nagroda na Międzynarodowym Konkursie Wykonawców Muzyki Współczesnej Fundacji Gaudeamus w Utrechcie (1966)
- Srebrny Krzyż Zasługi Rady Państwa PRL (1975)
- Medal Wyróżnienia od Jeunesses Musicales
- Kawaler Orderu Sztuki i Literatury we Francji (1984)
- Nagrody Prezesa Polskiego Radia i Telewizji za serię filmów „Muzyka powstaje” (1987)
- Nagroda Związku Kompozytorów Polskich w Warszawie (1988)
- Nagroda Ministra Kultury i Sztuki w Polsce (1989)
- Złoty medal Chopina od Fundacji im. Fryderyka Chopina (1994)
- Złoty Krzyż Zasługi (2004)
- Nagroda Ministra Kultury i Dziedzictwa Narodowego w Polsce (2005)
- Nagroda Dziedzictwa Ludzkości przyznawana przez UNESCO w Valparaiso w Chile (2005)
- Honorowy Członek Międzynarodowego Towarzystwa Muzyki Współczesnej – ISCM (1999)
- Oficer Orderu Narodowego Legii Honorowej – najwyższe wyróżnienie od Prezydenta Francji (2007)
- Złoty medal „Zasłużony Kulturze Gloria Artis” nadany przez Ministra Kultury i Dziedzictwa Narodowego (2010)
- Tytuł honorowego członka Związku Kompozytorów Polskich (2011)
- Nagroda Koryfeusza Muzyki Polskiej 2012 w kategorii Osobowość Roku przyznana przez Instytut Muzyki i Tańca (2012)
- Doktorat honoris causa Narodowego Uniwersytetu Muzycznego w Bukareszcie (2013)
- Kawaler Orderu Odrodzenia Polski (2014)[1]
- Doktorat honoris causa Akademii Muzycznej w Łodzi (2015)